# Disonycha schaefferi
Disonycha schaefferi är en skalbaggsart som beskrevs av Blake 1933. Disonycha schaefferi ingår i släktet Disonycha och familjen bladbaggar. Inga underarter finns listade i Catalogue of Life.